# 李建平 (1918年)
李建平（1918年2月—2004年8月29日），原名阎新波，男，辽宁安东人，中华人民共和国政治人物，曾任煤炭工业部副部长、中共陕西省委常委、陕西省革命委员会副主任，燃料化学工业部副部长，国家地震局局长、轻工业部副部长、地质部副部长，第五届全国人大代表。